# Joseph LeConte
Joseph LeConte, född den 26 februari 1823 i Liberty County i Georgia, död den 6 juli 1901, var en amerikansk geolog och naturvetare.
LeConte, som lärjunge vid Harvarduniversitetet av Louis Agassiz, blev 1851 professor först vid Georgias universitet, 1852 vid Franklin College, 1857 vid South Carolina College och 1869 vid Kaliforniens universitet i Berkeley. Han var preses för Geological Society of America 1896. LeConte, som var mångsidigt bildad, har i synnerhet stora förtjänster på den dynamiska geologins område, framför allt på utvecklingen av teorin för bergskedjebildning (orogenes) genom sidotryck; hans studier i detta hänseende är nedlagda i Theory of the origin of mountain ranges (1893). Bland hans övriga arbeten kan nämnas Elements of geology (5:e upplagan 1889), Religion and science (1874) och Evolution: its history, its evidences and its relation to religious thought (1888).